# 薛潮兀儿
薛潮兀儿（蒙古语：Seče'ür），《元朝秘史》《元史》等汉文史料中记作薛潮兀儿、薛徹兀儿、失乞兀儿，《新元史》作薛亦兀儿，出自豁罗剌思部，13世纪初蒙古帝国的千户长。
薛潮兀儿在成吉思汗铁木真之父也速该时期就已经事奉其家族，曾一度离开铁木真麾下，后在铁木真与札木合决裂、处于劣势时，回归铁木真麾下。
铁木真曾任命薛潮兀儿为“宝儿赤”（司膳官）。据记载，某次宴会上，主儿勤氏撒察别乞的妃子因斟酒顺序不满而羞辱薛潮兀儿。薛潮兀儿哭道：“难道只因也速该巴图儿、捏坤太师二人去世，我就该受此欺辱吗？”此事发生于铁木真麾下正不断归附众多“那可儿”的时期，被视为反映铁木真新臣属集团与旧乞颜氏族长之间开始产生对立的事件。最终，拒绝铁木真出兵命令的主儿勤氏，被铁木真消灭。
薛潮兀儿此后的事迹不详，1206年蒙古帝国建国后，他被任命为千户长，在《元朝秘史》功臣表中位列第77位。不过《史集》的“成吉思汗千户长名录”未记载其名。《元史》记载，远征西夏期间，他曾与曷思麦里一同被任命为“必阇赤”（文书官）。